# Parc Mediterrani de la Tecnologia

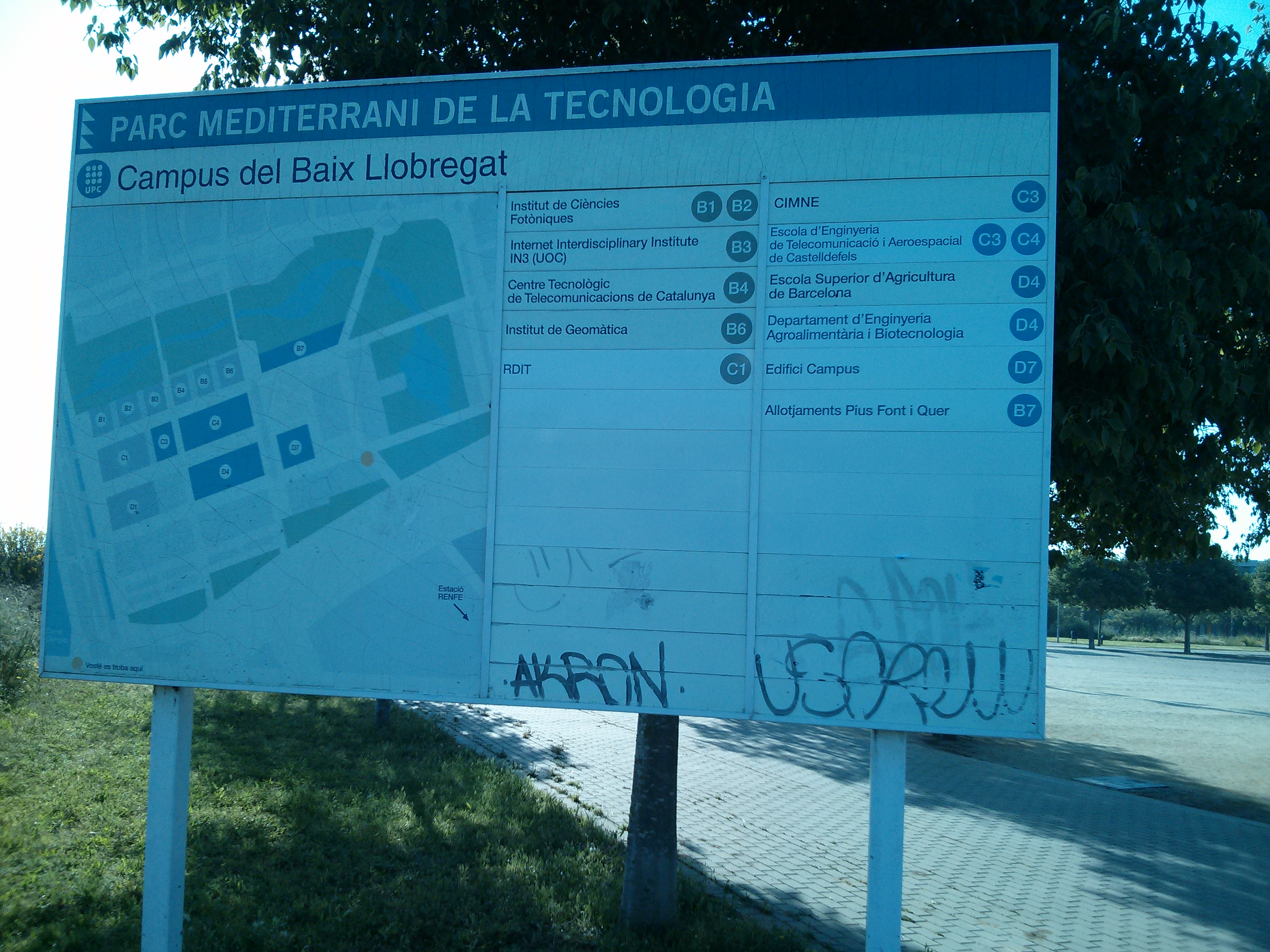
Cartell d'entrada al Parc Mediterrani de la Tecnologia a Castelldefels, on es s'hi indica la distribució dels edificis i les seves funcionalitats

El Parc Mediterrani de la Tecnologia (PMT) és un parc científic i tecnològic ubicat al municipi de Castelldefels, a 20 minuts del centre Barcelona i a 10 minuts de l'aeroport.
El Parc està impulsat per:
- la Generalitat de Catalunya
- el Consell Comarcal del Baix Llobregat
- l'ajuntament de Castelldefels
- i la Universitat Politècnica de Catalunya (UPC)

El PMT és un nucli de confluència d'interessos que, sota un mateix model, integra, interconnecta i genera sinergies entre: 
- Centres docents (Campus del Baix Llobregat de la Universitat Politècnica de Catalunya)
  - Escola d'Enginyeria de Telecomunicació i Aeroespacial de Castelldefels
  - Escola d'Enginyeria Agroalimentària i de Biosistemes de Barcelona (EEABB)
- Centres de recerca
  - Institut de Ciències Fotòniques
  - Institut de Geomàtica
  - Centre Tecnològic de Telecomunicacions de Catalunya
  - Centre tècnic i2CAT
  - Centre Internacional de Mètodes Numèrics en Enginyeria
  - Centre de Recerca en Economia i Desenvolupament Agroalimentari (CREDA)
  - Internet Interdisciplinary Institute
  - Thrombotargets
- Empreses amb activitat d'innovació tecnològica
- Empreses derivades (spin-off) de base tecnològica

El PMT és un espai multidisciplinari en el qual s'integren les especialitats següents: 
- Tecnologies de la informació i les comunicacions
- Enginyeria aeronàutica i de l'espai
- Enginyeria biològica, agroalimentària i biotecnologia
- Tecnologies fotòniques
- Tecnologies de la geoinformació i teledetecció
- Mètodes numèrics en enginyeria

El Parc es va posar en funcionament en el curs acadèmic 2001-2002. Des d'aleshores, dos centres docents, vint grups de recerca, vuit centres de recerca, i quatre iniciatives empresarials de contingut tecnològic s'han ubicat en el PMT.
El PMT disposa d'incubadora de base tecnològica, de biblioteca (BCBL) i centre de documentació, de sales de reunions i conferències i està dotat d'infraestructures d'alta qualitat.
L'any 2009 es posarà en funcionament una residència universitària i l'edifici REDIT (recerca + desenvolupament + innovació tecnològica) de 10.000 m² amb l'objectiu d'ubicar-hi les activitats següents:
- Activitats d'R+D+I d'empreses multinacionals o nacionals de gran dimensió
- Petites i mitjanes empreses intensives en R+D+i o activitats innovadores
- Entitats que prestin serveis: legal, fiscal, màrqueting, finançament, controls de qualitat
- Grups de recerca universitaris amb finançament competitiu
- Centres de recerca públics promoguts des de la universitat i/o l'administració
- Projectes mixtos: empreses privades i grups universitaris o centres de recerca
- Empreses derivades generades a la universitat i als centres de recerca públics